# Короткова, Ольга Шариповна
Ольга Шариповна Короткова (13 декабря 1941, Улан-Удэ — 25 декабря  2004, там же) — советская артистка балета, педагог, народная артистка РСФСР (1979).

## Биография
Ольга Шариповна Короткова родилась 13 декабря 1941 года в Улан-Удэ в театральной семье. Отец Шарип Васильевич Коротков был солистом оперы, мать Елизавета Михайловна Алексеева — артисткой хора.
В 1961 году окончила Ленинградское хореографическое училище имени А. Я. Вагановой (педагог О. Г. Иордан). В 1959 году, ещё будучи в училище, участвовала во II Декаде бурятского искусства в Москве. 
В 1962 году сразу стала солисткой Бурятского театра оперы и балета, где прослужила около 30 лет. Обладала прекрасной техникой танца, природной музыкальностью, удивительной пластичностью. На протяжении многох лет её постоянным партнёром был Виктор Ганженко. Гастролировала по многим городам СССР, а также в Венгрии, Чехословакии, Монголии, Франции, Китае, Германии. В 1985 году из-за болезни ушла из театра. 
Была педагогом и художественным руководителем Бурятского государственного хореографического училища. Избиралась депутатом районного и городского совета Улан-Удэ, являлась членом Пленума Бурятского обкома ВЛКСМ. Являлась членом правления Советского комитета солидарности стран Азии и Африки и участвовала во многих международных конференциях по проблемам народов стран Азии и Африки.
Умерла 25 декабря 2004 года.

## Семья
- Первый муж — советский боксёр Виликтон (Веллингтон) Иннокентьевич Баранников (1938—2007), заслуженный мастер спорта СССР[2]. Брак продлился с 1964 по 1973 годы.
  - Сын — Олег.
- Второй муж — артист балета Виктор Александрович Ганженко (род. 1947), народный артист РСФСР[3].

## Награды и премии
- Заслуженная артистка РСФСР (25.07.1973)[4].
- Народная артистка РСФСР (18.09.1979).
- Государственная премия Бурятской АССР за создание высокохудожественного образа Ангары в балете «Красавица Ангара».

## Балетные партии
- «Красавица Ангара» Б. Ямпилова и Л. Книппера — Ангара
- «Лебединое озеро» П. И. Чайковского — Одетта и Одиллия
- «Бахчисарайский фонтан» Б. Асафьева — Зарема
- «Легенда о любви» Арифа Меликова — Мехменэ Бану
- «Три мушкетера» В. Баснера — Миледи
- «Спартак» А. Хачатуряна — Эгина, Фригия
- «Каменный цветок» С. С. Прокофьева — Хозяйка Медной горы
- «Раймонда» А. Глазунова — Раймонда
- «Дон Кихот» Л. Минкуса — Китри
- «Жизель» А. Адана — Жизель
- «Шопениана» М. Фокина — «7-й вальс» и «Прелюд»